# Feio (músico)
Sergio Carrer (São Paulo, 20 de novembro de 1959), conhecido como Feio, é um produtor musical e compositor brasileiro.
Como produtor, trabalhou com artistas como Sandy & Junior, Chitãozinho & Xororó, Leandro & Leonardo, Gian & Giovani, Guilherme & Santiago, Pedro & Thiago, Balão Mágico, Yasmin, KLB, Reba McEntire, entre outros,  e compôs diversas canções, como "Alô", "Vamo Pulá!", "Quem Ama uma Vez não Deixa de Amar", "Mil Corações", "Cada Dez Palavras", "É pra Sempre Te Amar" e "ABCDE", para a dupla sertaneja Guilherme & Santiago.